# Телл, Олив
Олив Телл (англ. Olive Tell; 27 сентября 1894 — 6 июня 1951) — американская актриса немого кино и театра из Нью-Йорка.

## Биография
В 1915 году окончила American Academy of Dramatic Arts. Её сестра Альма Телл также была актрисой. Примерно в 1918 году сёстры начали выступать в театрах на Бродвее (Нью-Йорк). Олив дебютировала в Нью — Йорке в постановке «Муж и жена». Сначала она предпочитала играть в театре и терпеть не могла свою работу на экране.
Начала свою актёрскую карьеру в кино во время Первой мировой войны. Снялась в таких фильмах как «Мастер тишины» (1917), «Непредвиденное» (1917), «Её сестра» (1917) и «Национальное карнавальное шествие красного креста» (1917). Снималась вместе с Дональдом Галлахером, Карлом Дейном, Энн Литтл, Родом ла Роком, Этель Берримор и молодой Таллулой Бэнкхед.
В 1926 году вышла замуж за продюсера First National Pictures, Генри М. Хобарта, после того как её предыдущий муж был убит на войне. Пара переехала в Калифорнию и проживала в Голливуде на протяжении двенадцати лет.
Последнее появление в кино состоялось в конце 1930-х годов, когда она снялась в таких фильмах, как «В её мерах» (1936), «Поло Джо» с Джо Брауном (1936), «Легко взять» (1936) и «Под южными звездами» (1937). Самым последним фильмом с её участием стала драма Джорджа Кьюкора «Заза» (1939) с Клодетт Кольбер в главной роли.
Скончалась в 1951 году в больнице Bellevue Hospital после травмы черепа в результате несчастного случая, произошедшего в отеле «Драйден», где она проживала. Ей было 56 лет.

## Фильмография
Полную фильмографию см. в английском разделе.